# Udea scorialis
Udea scorialis là một loài bướm đêm trong họ Crambidae.